# Peretu (okręg Teleorman)
Peretu – wieś w Rumunii, w okręgu Teleorman, w gminie Peretu. W 2011 roku liczyła 6329 mieszkańców.